# Akademisches Gymnasium (Wien)
Das Akademische Gymnasium (AkG) in Wien wurde 1553 gegründet und ist damit das älteste Gymnasium Wiens und das zweitälteste der fünf Akademischen Gymnasien in Österreich. Die Schulausrichtung ist humanistisch und gilt als elitär. Die derzeitige Schüleranzahl beträgt etwa 610 Schüler, welche auf 24 Klassen aufgeteilt sind.

## Geschichte

### 16. und 17. Jahrhundert
Zur Gründungszeit des Gymnasiums hatte die Universität Wien das Privileg, über die Errichtung von Unterrichtsanstalten zu entscheiden. Im März des Jahres 1553 erhielten die Jesuiten die Erlaubnis der Universität zur Gründung des Akademischen Gymnasiums.
Die primären Lehrziele des ausschließlich jesuitischen Lehrkörpers war die Vermittlung religiösen Wissens, das Praktizieren des katholischen Glaubens und die Festigung der religiösen Einstellung der Schüler. Das Akademische Gymnasium war zur Zeit seiner Gründung im Dominikanerkloster gegenüber der damaligen Universität untergebracht. Die damalige Unterrichtssprache war Latein, der Unterricht folgte der im katholischen Europa üblichen Ratio studiorum.

### 18. und 19. Jahrhundert
Die Aufhebung des Jesuitenordens im Jahre 1773 durch Clemens XIV. führte zu einer Umstellung des Lehrpersonals und der pädagogischen Ziele. Die neuen Schwerpunkte bildeten Geschichte, Mathematik, Deutsch, Literatur und Geographie.
Die Leitung des Gymnasiums wurde an die Piaristenorden übertragen.
In weiterer Folge wurde das Gymnasium etwas weltoffener geleitet und der Geist der Aufklärung herrschte sowohl unter den Lehrenden als auch unter den Schülern. Ebenso wurden neue didaktische und pädagogische Maßnahmen und später auch das Schulgeld eingeführt.
Als Ergebnis der Gymnasialreform im Jahre 1849 wurde das achtklassige Gymnasium mit der abschließenden Maturitätsprüfung entwickelt.
Die humanistischen Aspekte kristallisierten sich immer weiter heraus, die Schwerpunkte des Unterrichts waren vor allem sprachlich-historisch, wobei auch die mathematisch-naturwissenschaftlichen Aspekte nicht vernachlässigt wurden. Die ersten Maturanten machten ihre finalen Prüfungen am Ende des Schuljahres 1850/51.

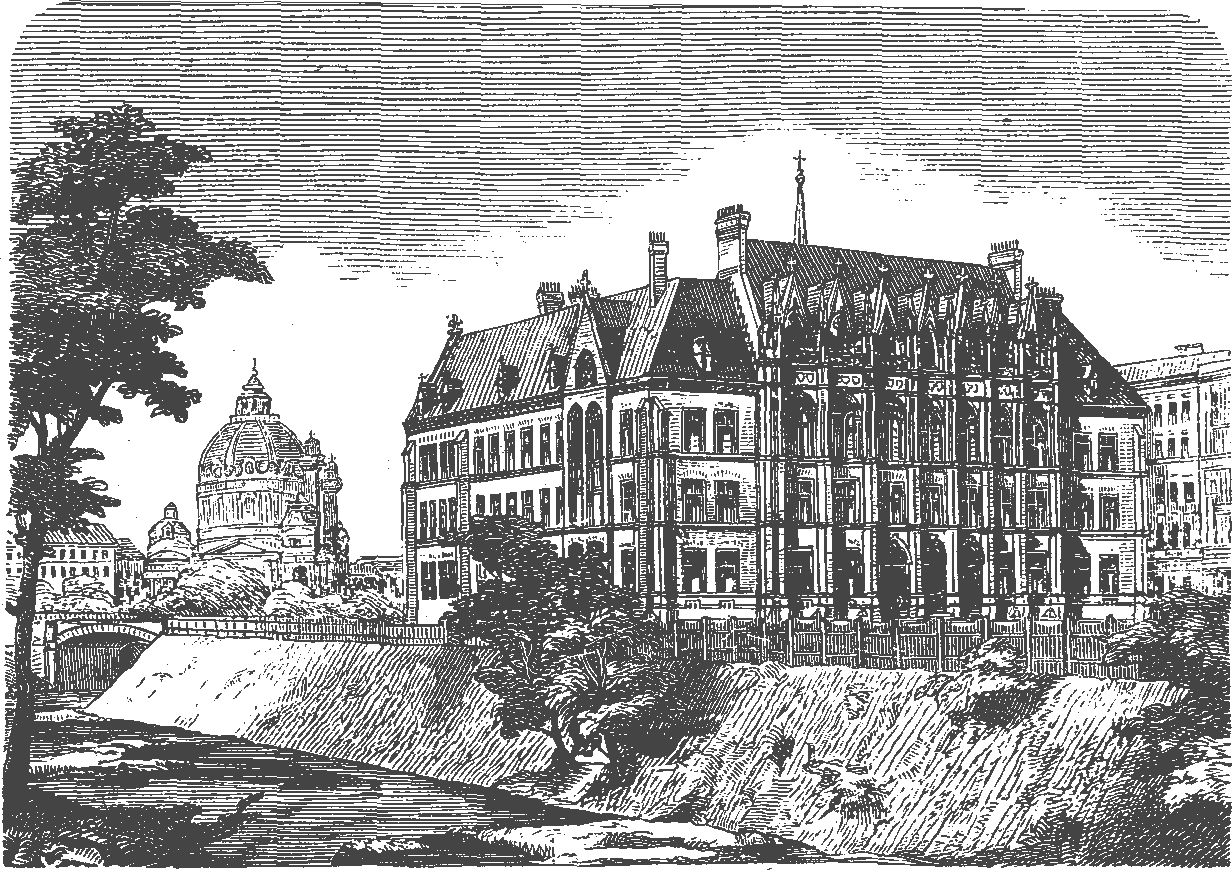
Akademisches Gymnasium vor der Einwölbung des Wienflusses

Seit 1866 befindet sich das Gebäude des Akademischen Gymnasiums am Beethovenplatz im ersten Wiener Gemeindebezirk. Geplant wurde es von Friedrich Schmidt, dem späteren Planer des Wiener Rathauses, in der für den Architekten typischen Neugotik. Eröffnet wurde das Haus am 17. Oktober 1866 unter anderem im Beisein von Anton von Schmerling sowie Andreas Zelinka, Bürgermeister von Wien.
Als Externistin maturierte 1886 die erste Schülerin. Im Folgejahr schloss ein weiteres Mädchen ab, seit dem Schuljahr 1896/97 gab es fast jedes Jahr auch Maturantinnen; eine allgemeine Aufnahme von Mädchen gibt es seit 1949/50.

### 20. Jahrhundert
Die Jahre nach dem Ersten Weltkrieg waren für das Gymnasium äußerst belastend, denn nur knapp wurde eine Schließung wegen des starken Schülerrückgangs vermieden.

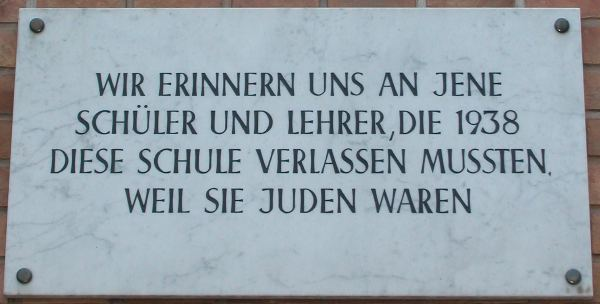
Gedenktafel für jüdische Schüler des Wiener Akademischen Gymnasiums

Nach dem „Anschluss“ Österreichs 1938 mussten die jüdischen Schüler und drei Lehrer (David Ernst Oppenheim war einer von diesen) die Schule verlassen und wurden am 28. April 1938 in einem anderen Gymnasium im 2. Wiener Gemeindebezirk in der Leopoldstadt untergebracht; ein Teil der Schüler hatte sich aber schon vor diesem Datum abgemeldet. Der Gesamtverlust betrug fast 50 Prozent der Schüler, da die Schule am stärksten von allen Wiener Gymnasien von Kindern jüdischer Familien besucht worden war. Heute erinnern mehrere Gedenktafeln an der Außenfassade des Gymnasiums an die damalige Umschulung und die Schrecken des Nationalsozialismus. Ein bekanntes Opfer der damaligen Maßnahmen war der spätere Nobelpreisträger Walter Kohn, der die Schule in der 5. Klasse verlassen musste.

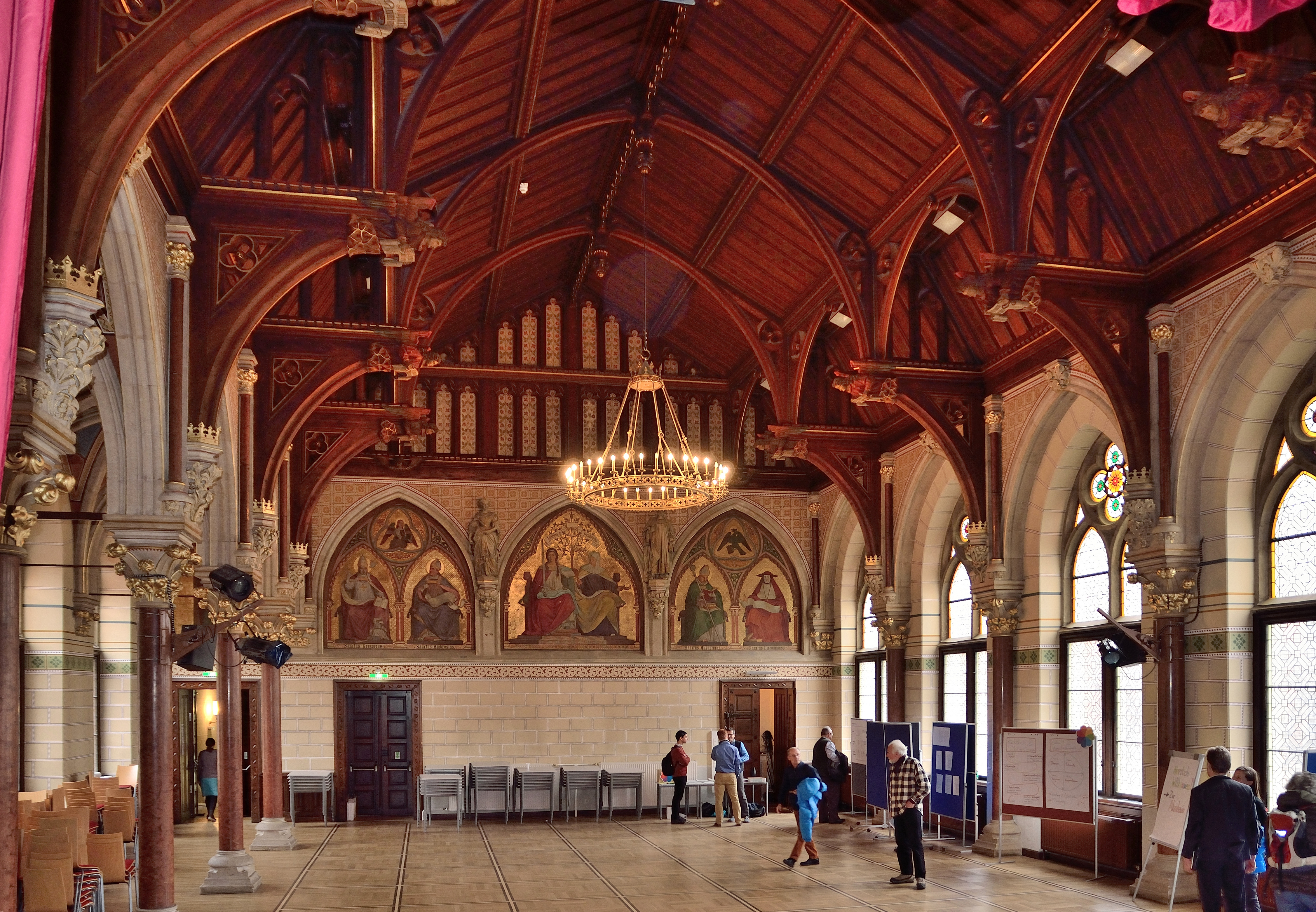
Der Festsaal des Gymnasiums

Wolfgang Wolfring (1925–2001) machte das Gymnasium ab 1960 als Stätte klassischer griechischer Dramenaufführungen in altgriechischer Originalsprache bekannt. Jährlich fanden Aufführungen der klassischen griechischen Dramenliteratur statt, darunter König Oidipus, Oidipus auf Kolonos und Philoktet von Sophokles, die Orestie von Aischylos und Die Troerinnen und Alkestis von Euripides. Protagonisten dieser Aufführungen im Festsaal des Gymnasiums waren die späteren Rechtsanwälte Josef und Eduard Wegrostek, Liliana Nelska, Doris Dornetshuber, Gerhard Tötschinger, aber in kleineren Rollen auch Gabriel Barylli, Paulus Manker, Konstantin Schenk und andere mehr.
Im Laufe der Jahre erlangte das Gymnasium die alte Reputation wieder und erfreute sich hoher Zugangsraten. Immer stärker wurde die Betonung auf die humanistische Ausbildung gelegt, welche vor allem durch das breite Sprachenangebot, schulische Theateraufführungen auf hohem Niveau und zahlreiche musikalische Veranstaltungen des Schulchors auch der breiten Öffentlichkeit demonstriert wurde. Das Lehrerkollegium umfasste von 1979 bis 1991 unter anderen auch den Philosophen Konrad Paul Liessmann (Geschichte und Philosophie/Psychologie/Pädagogik).

### 21. Jahrhundert

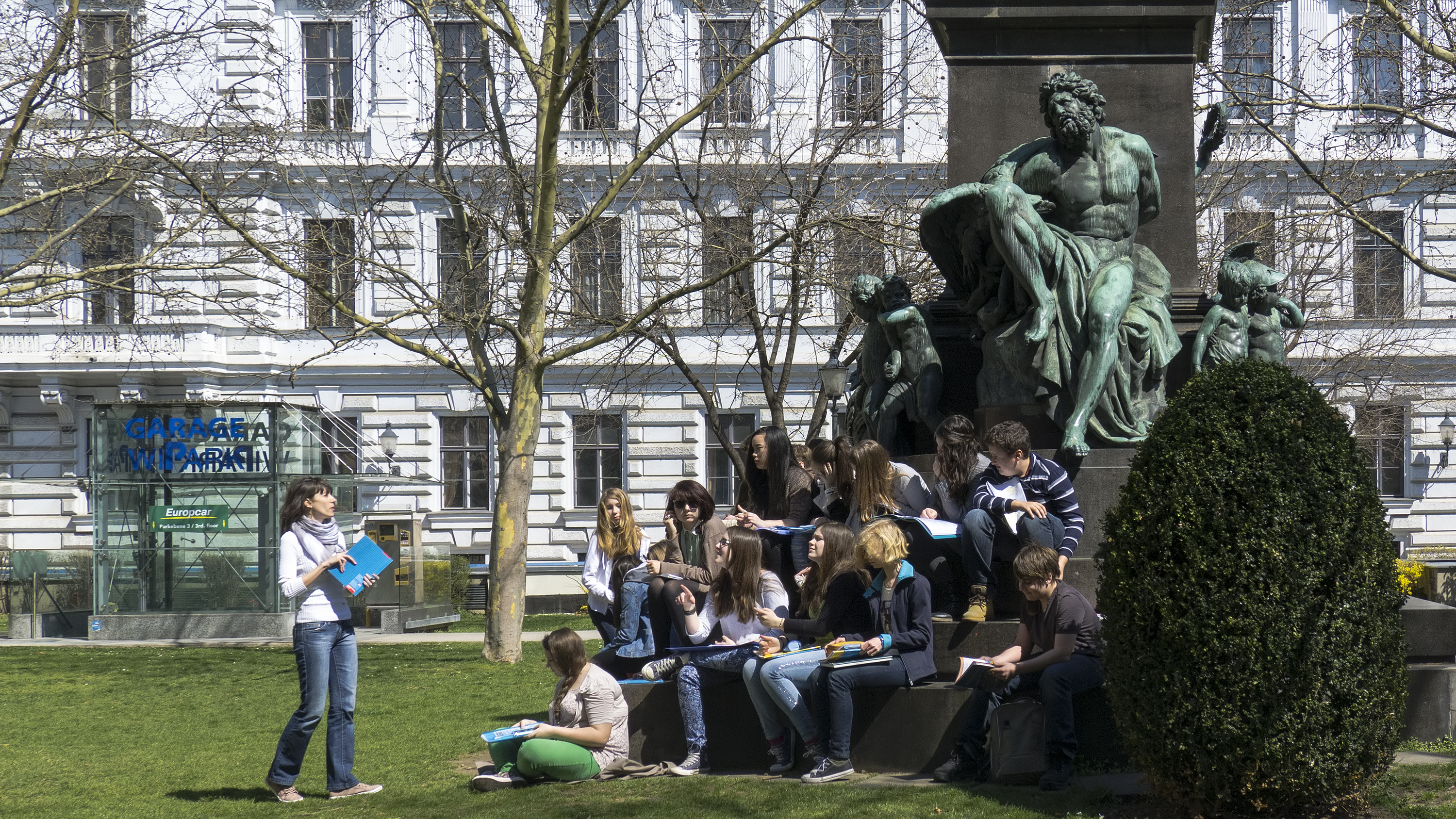
Schüler des Gymnasiums beim Unterricht im Freien am Beethovenplatz

Die Schwerpunkte liegen weiterhin auf einem breiten sprachlichen Fundament, welches auch eine Ausbildung in Sprachen wie Latein oder Altgriechisch beinhaltet. Die Schule bietet sowohl Französisch als auch Englisch ab der ersten Klasse an. Die jeweils andere der beiden Sprachen beginnt erst ab der 3. Klasse.
Ergänzend dazu werden vielfältige Projekte veranstaltet und Unverbindliche Übungen angeboten. Das Ziel des Akademischen Gymnasiums ist die Allgemeinbildung, die wiederum auf ein späteres universitäres Studium vorbereiten soll.
Ein Problem ist die Raumknappheit der Schule. Da eine große Nachfrage nach Schulplätzen besteht, das Schulhaus aus finanziellen Gründen und solchen des Denkmalschutzes aber nicht erweiterbar ist, stehen nicht für alle Aufnahmswerber Schulplätze zur Verfügung.

## Bekannte Schüler und Absolventen
Das Akademische Gymnasium hat in seiner Geschichte eine große Anzahl bekannter Persönlichkeiten hervorgebracht:

### Geburtsjahrgänge bis 1800
- Ignaz Franz Castelli (1781–1862), Schriftsteller
- Joseph Valentin Eybel (1741–1805), Publizist
- Wilhelm Ritter von Haidinger (1795–1871), Geologe
- Peter Kaiser (1793–1864), Liechtensteiner Historiker und Politiker
- Constantin Franz Florian Anton von Kauz (1735–1797), Historiker
- Stanislaus Kostka (1550–1568), Katholischer Heiliger
- Leopold Kupelwieser (1796–1862), Maler
- Joseph von Plenciz (1752–1785), Mediziner und Hochschullehrer
- Alois Primisser (1796–1827), Numismatiker und Museumsfachmann
- Joseph Othmar von Rauscher (1797–1875), Wiener Erzbischof
- Carl Leonhard Reinhold (1757–1823), Philosoph
- Joseph von Schreibers (1793–1874), Jurist und Landwirtschaftler
- Franz Schubert (1797–1828), Komponist
- Johann Chrysostomus Senn (1795–1857), politischer Lyriker
- Johann Carl Smirsch (1793–1869), Maler

### Geburtsjahrgänge zwischen 1801 und 1850
- Alexander Freiherr von Bach (1813–1893), Jurist und Politiker
- Moriz Benedikt (1835–1920), Neurologe
- Nikolaus Dumba (1830–1900), Industrieller und Kunstmäzen
- Franz Serafin Exner (1802–1853), Philosoph
- Paul Pretsch (1808–1873), Buchdrucker, Erfinder der Fotogalvanografie
- Cajetan Felder (1814–1894), Wiener Bürgermeister
- Adolf Ficker (1816–1880), Statistiker
- August Fournier (1850–1920), Historiker und Politiker
- Anton Josef Gruscha (1820–1911), Wiener Erzbischof
- Christoph Hartung von Hartungen (1849–1917), Arzt
- Carl Haslinger (1816–1868), Musikverleger
- Gustav Heider (1819–1897), Kunstgeschichte
- Joseph Hellmesberger (1828–1893), Hofkapellmeister
- Josef Hyrtl (1810–1894), Anatom
- Friedrich Kaiser (1814–1874), Schauspieler
- Theodor von Karajan (1810–1873), Germanist
- Alfred von Kremer (1828–1889), Orientalist und Politiker
- Ferdinand Kürnberger (1821–1879), Schriftsteller
- Heinrich von Levitschnigg (1810–1862), Schriftsteller und Journalist
- Karl Ludwig von Littrow (1811–1877), Astronom
- Franz Karl Lott (1807–1874), Philosoph und Hochschullehrer
- Titu Maiorescu (1840–1917), rumänischer Ministerpräsident
- Johann Nestroy (1801–1862), Schauspieler, Dichter
- Ignaz von Plener (1810–1908), österreichischer Ministerpräsident
- Aurelius Polzer (1848–1924), Dichter, Schriftsteller
- Johann Nepomuk Prix (1836–1894), Wiener Bürgermeister
- Benedict Randhartinger (1802–1893), Hofkapellmeister
- Friedrich Rochleder (1819–1874), Chemiker
- Wilhelm Scherer (1841–1886), Germanist
- Anton von Schmerling (1805–1893), Jurist und Politiker
- Leopold Schrötter, Ritter von Kristelli (1837–1908), Arzt (Laryngologe) und Sozialmediziner
- Johann Gabriel Seidl (1804–1875), Textdichter der österreichischen Kaiserhymne „Gott erhalte, Gott beschütze unsern Kaiser, unser Land!“
- Daniel Spitzer (1835–1893), Autor
- Eduard Strauß (1835–1916), Komponist und Kapellmeister
- Franz von Thun und Hohenstein (1847–1916), Ministerpräsident von Cisleithanien
- Joseph Unger (1828–1913), Jurist und Politiker
- Otto Wagner (1841–1918), Architekt

### Geburtsjahrgänge zwischen 1851 und 1900
- Othenio Abel (1875–1946), Biologe

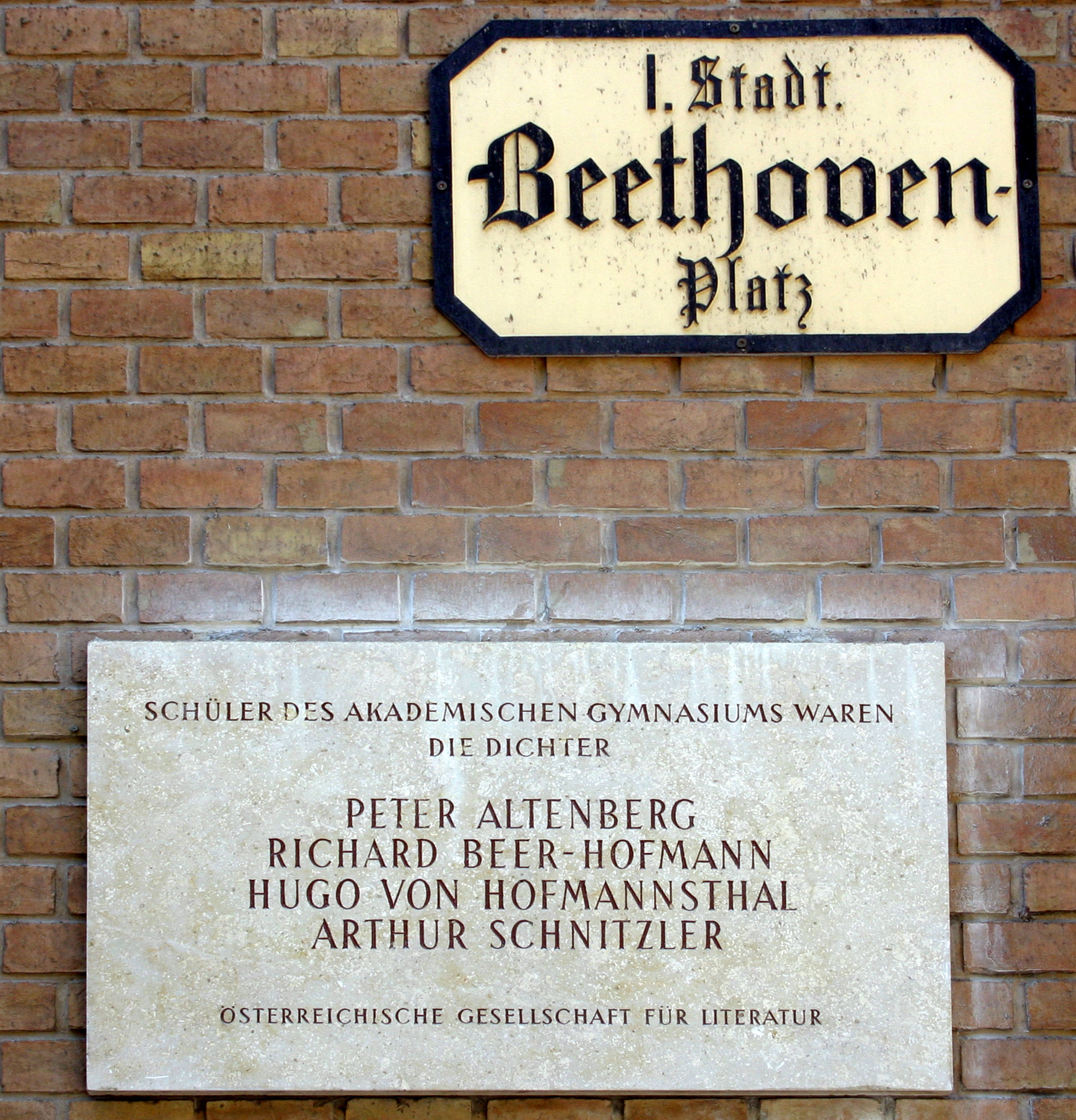
Gedenktafel für Altenberg, Beer-Hofmann, Hofmannsthal und Schnitzler

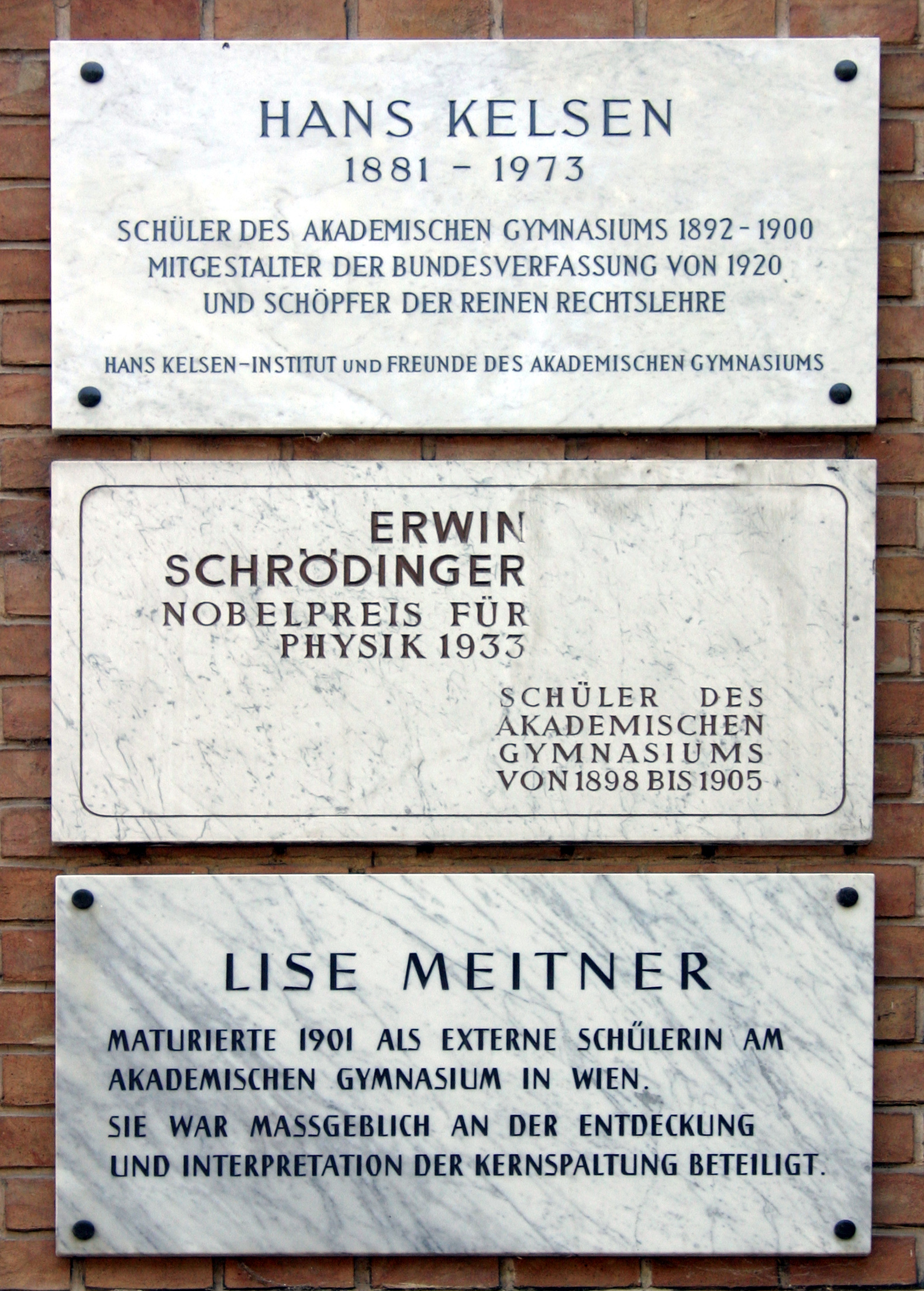
Gedenktafel für Kelsen, Schrödinger und Lise Meitner

- Ludwig Adamovich senior (1890–1955), Präsident des Verfassungsgerichtshofs
- Guido Adler (1855–1941), Musikwissenschaftler
- Peter Altenberg (1859–1919), „Kaffeehaus-Literat“
- Max Wladimir von Beck (1854–1943), österreichischer Ministerpräsident
- Richard Beer-Hofmann (1866–1945), Schriftsteller
- Edmund Benedikt (1851–1929), Rechtsanwalt und Politiker
- Elsa Bienenfeld (1877–1942), Musikhistorikerin und Musikkritikerin
- Julius Bittner (1874–1939), Komponist
- Friedrich Böck (1876–1958), Chemiker und Hochschullehrer
- Robert Danneberg (1885–1942), Jurist und Politiker
- Konstantin Dumba (1856–1947), Diplomat
- Friedrich Eckstein (1861–1939), Polyhistor
- Salomon Frankfurter (1856–1941), Bibliothekar
- Erich Frauwallner (1898–1974), Indologe
- Dagobert Frey (1883–1962), Kunsthistoriker
- Albert Gessmann (1852–1920), Bibliothekar und Politiker
- Raimund Grübl (1847–1898), Wiener Bürgermeister
- Michael Hainisch (1858–1940), Bundespräsident der Republik Österreich
- Richard Hampe (1863–1931), Beamter und Politiker
- Edmund Hauler (1859–1941), Altphilologe
- Eduard Hitschmann (1871–1957), Psychoanalytiker, Teilnehmer an der Psychologischen Mittwoch-Gesellschaft
- Hugo von Hofmannsthal (1874–1929), Dramatiker
- Karl Kautsky (1854–1938), Philosoph und Politiker
- Hans Kelsen (1881–1973), Jurist, Mitgestalter der Österreichischen Bundesverfassung
- Franz Klein (1854–1926), Jurist und Politiker
- Franz Kopallik (1860–1931), Maler
- Arthur Krupp (1856–1938), Industrieller
- Wilhelm Kubitschek (1858–1936), Archäologe und Numismatiker
- Eduard Leisching (1858–1938), Direktor des Museums für angewandte Kunst in Wien
- Karl Leth (1861–1930), österreichischer Bankfachmann und Finanzminister
- Robert von Lieben (1878–1913), Physiker und Erfinder
- Felix von Luschan (1854–1924), Arzt, Anthropologe, Forschungsreisender, Archäologe und Ethnograph
- Eugen Margarétha (1885–1963), Jurist und Politiker
- Tomáš Garrigue Masaryk (1850–1937), Gründer der Tschechoslowakei und Staatspräsident
- Alexius Meinong (1853–1920), Philosoph
- Lise Meitner (1878–1968), Kernphysikerin
- Ludwig von Mises (1881–1973), Ökonom
- Paul Morgan (1886–1938), Schauspieler
- Max von Oberleithner (1868–1935), Komponist und Dirigent
- Paul Amadeus Pisk (1893–1990), Komponist
- Gabriele Possanner (1860–1940), Ärztin
- Hans Leo Przibram (1874–1944), Zoologe
- Karl Przibram (1878–1973), Physiker
- Josef Redlich (1869–1936), Jurist und Politiker
- Rudolf Reitler (1865–1917), Arzt, Psychoanalytiker, mit Sigmund Freud und anderen Gründungsmitglied der Psychologischen Mittwoch-Gesellschaft
- Elise Richter (1865–1943), Romanistin
- Josef Freiherr Schey von Koromla (1853–1938), Rechtswissenschaftler
- Arthur Schnitzler (1862–1931), Schriftsteller und Dramatiker
- Julius Schnitzler (1865–1939), Arzt
- Erwin Schrödinger (1887–1961), Physiker, 1933 Nobelpreis für Physik
- Friedrich Walter (1896–1968), Historiker

### Geburtsjahrgänge zwischen 1901 und 1950
- Ludwig Adamovich junior (1932–2024), Präsident des österreichischen Verfassungsgerichtshofs
- Hubert Adolph (1926–2007), Kunsthistoriker
- Alfredo Bauer (1924–2016), Schriftsteller
- Christian Broda (1916–1987), Jurist und Politiker
- Engelbert Broda (1910–1983), Physiker, Chemiker
- Bertrand Michael Buchmann (* 1949), Historiker
- Thomas Chorherr (1932–2018), Journalist und Zeitungsherausgeber
- Magic Christian (* 1945), Zauberkünstler und Designer
- Felix Czeike (1926–2006), Historiker
- Helmut Deutsch (* 1945), Pianist
- Albert Drach (1902–1995), Schriftsteller
- Paul Edwards (1923–2004), Philosoph
- Caspar Einem (1948–2021), österreichischer Innenminister, Verkehrsminister
- Paul Chaim Eisenberg (* 1950), Oberrabbiner der Israelitischen Kultusgemeinde Wien
- Josef Eisinger (* 1924), Naturwissenschaftler
- Ernst Federn (1914–2007), Psychoanalytiker
- Wolfgang Glück (1929–2023), Regisseur
- Friedrich Heer (1916–1983), Schriftsteller, Historiker
- Joseph Horovitz (1926–2022), Komponist, Dirigent
- Friedrich Georg Houtermans (1903–1966), Physiker und Ordinarius für Physik in Bern
- Georg Knepler (1906–2003), Musikwissenschaftler
- Walter Kohn (1923–2016), Physiker, 1998 Nobelpreis für Chemie
- Paul Felix Lazarsfeld (1901–1976), Soziologe
- Lucian O. Meysels (1925–2012), Journalist und Sachbuchautor
- Liliana Nelska (* 1946), Schauspielerin
- Alfred Payrleitner (1935–2018), Journalist und Autor
- Erwin Ringel (1921–1994), Arzt, Vertreter der Individualpsychologie
- Ernst Topitsch (1919–2003), Philosoph und Soziologe
- Gerhard Tötschinger (1946–2016), Schriftsteller, Schauspieler und Intendant
- Milan Turković (* 1939), österreichisch-kroatischer Fagottist und Dirigent
- Georg Vobruba (* 1948), Soziologe
- Hans Weigel (1908–1991), Schriftsteller
- Erich Wilhelm (1912–2005), Evangelischer Superintendent in Wien

### Geburtsjahrgänge ab 1951
- Gabriel Barylli (* 1957), Schriftsteller und Schauspieler
- Christoph Cech (* 1960), Komponist
- Christiane Druml (* 1955), Juristin und Bioethikerin
- Alexander Dumreicher-Ivanceanu (* 1971), Filmproduzent
- Paul Gulda (* 1961), Pianist
- Martin Haselböck (* 1954), Organist
- Julian Heidrich (* 1991), Sänger und Songwriter, bekannt unter dem Künstlernamen Julian le Play
- Lilli Hollein (* 1972), Kuratorin und Museumsdirektorin
- Max Hollein (* 1969), Kurator und Museumsdirektor
- Peter Stephan Jungk (* 1952), Schriftsteller
- Markus Kupferblum (* 1964), Regisseur
- Niki List (1956–2009), Filmregisseur
- Andreas Mailath-Pokorny (* 1959), Wiener Stadtrat für Kultur und Wissenschaft
- Miki Malör (* 1957), Theatermacherin und Performerin
- Paulus Manker (* 1958), Schauspieler und Regisseur
- Doron Rabinovici (* 1961), Schriftsteller
- Thomas Rottenberg (* 1969), Journalist
- Christoph Thun-Hohenstein (* 1960), Diplomat und Museumsdirektor
- Clemens Unterreiner (* 1972), österreichischer Kammersänger und Intendant
- Katrin Unterreiner (* 1969), Kunsthistorikerin, Kuratorin und Autorin
- Oliver Vitouch (* 1971), Rektor der Universität Klagenfurt und Präsident der Österreichischen Universitätenkonferenz